# Pol Vouillamoz
Pol Vouillamoz (Sant Cugat del Vallès, 28 de juliol del 1999) és un escriptor, poeta, dramaturg i traductor català.

## Biografia
Després de començar a estudiar Filosofia i Matemàtiques, va cursar el grau en Dramatúrgia a l'Institut del Teatre de Barcelona.
En l’àmbit de la poesia, ha resultat guanyador del 5è Premi de Poesia Ventura Ametller l’any 2023 per l’obra «Proses del Caient», de la qual s’ha destacat una gran habilitat per forçar la prosa poètica i ha sigut relacionada amb la tradició literària de caràcter més limítrof.
També ha resultat finalista de la IV edició del Premi Salvador Iborra de Poesia, l’any 2021.
És el traductor al català d’«Anna Livia Plurabelle», el vuitè capítol del Finnegans Wake de James Joyce. El llibre, editat per l’Escola Bloom, es va presentar el Bloomsday de 2022, sent la primera vegada que es publicava una versió en la nostra llengua d’aquest títol.
En la investigació, col·labora periòdicament a la publicació virtual Ciutat de les Lletres, pertanyent a la xarxa internacional Zadig (Zero Abjection Democratic International Group) amb articles que complementen els fragments joycians traduïts al català.
Com a ponent, ha participat a l'Università degli Studi di Trieste presentant el programa The Lightmotiv Program (2021) i al Trinity College Dublin exposant l’article Finnegans Waste (2022).
En el món del teatre, se li va atorgar el primer premi Lletres Joves d’Horta pel text dramàtic «El nom de la mare», l’any 2018 i va ser becat l’any 2021 com a dramaturg resident a La Chartreuse-Centre national des écritures du spectacle a Villeneuve-lès-Avignon per la peça «Nuit Triestine».